# Cyclorana maini
Cyclorana maini és una espècie de granota de la família dels hílids endèmica d'Austràlia. Aquesta espècie es troba a la zona àrida central d'Austràlia Occidental i a la part sud del Territori del Nord i el cantó nord-oest d'Austràlia del Sud. El rang altitudinal estimat de l'espècie és des del nivell del mar 0-1,000m. Els hàbitats inclouen pastures obertes, zones de fang, àrees lleugerament boscoses i pantans temporals i rierols a les planes d'inundació temporals. Es tracta d'un criador oportunista que respon a les fortes pluges. Es reprodueix en piscines temporals i els capgrossos es desenvolupen ràpidament. No hi ha amenaces significatives per a la supervivència d'aquesta espècie. La seva distribució inclou múltiples àrees protegides a Austràlia Occidental.